# کیلا، استونی
کیلا (به استونیایی: Keila) یکی از شهرهای کشور استونی است.
این شهر در سال ۲۰۱۱ میلادی ۹٬۷۶۳ نفر جمعیت داشته است.

## نگارخانه

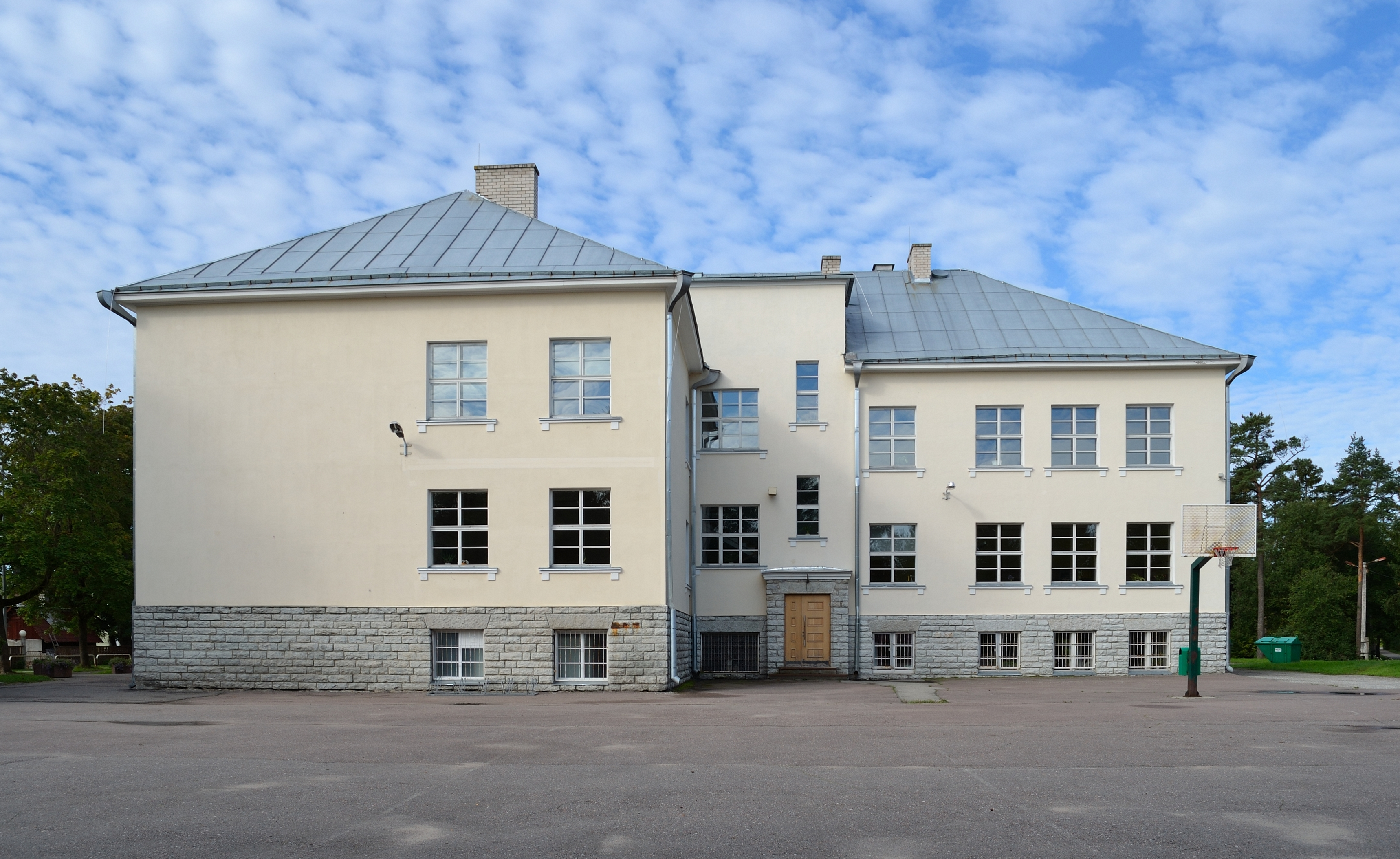
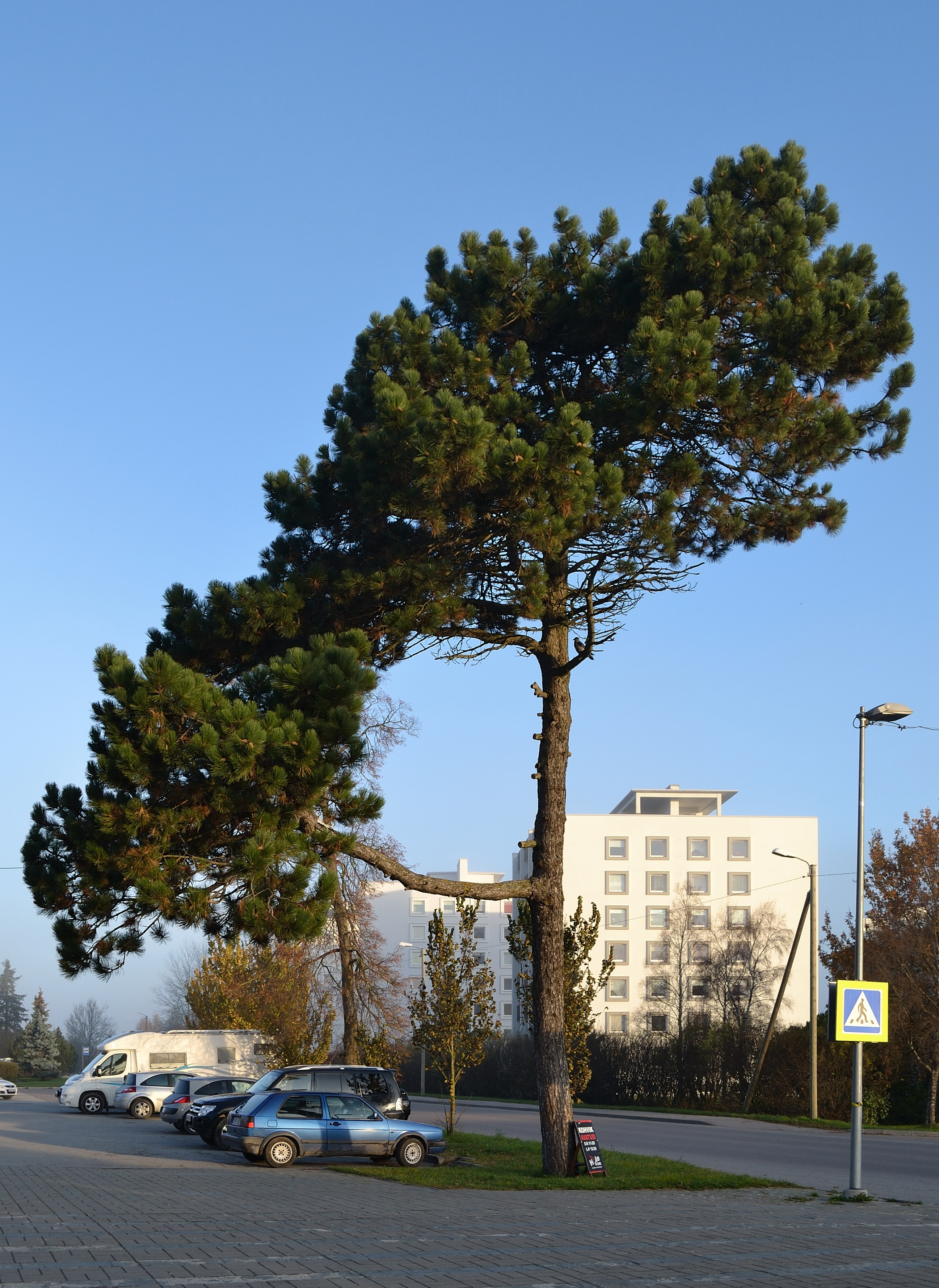
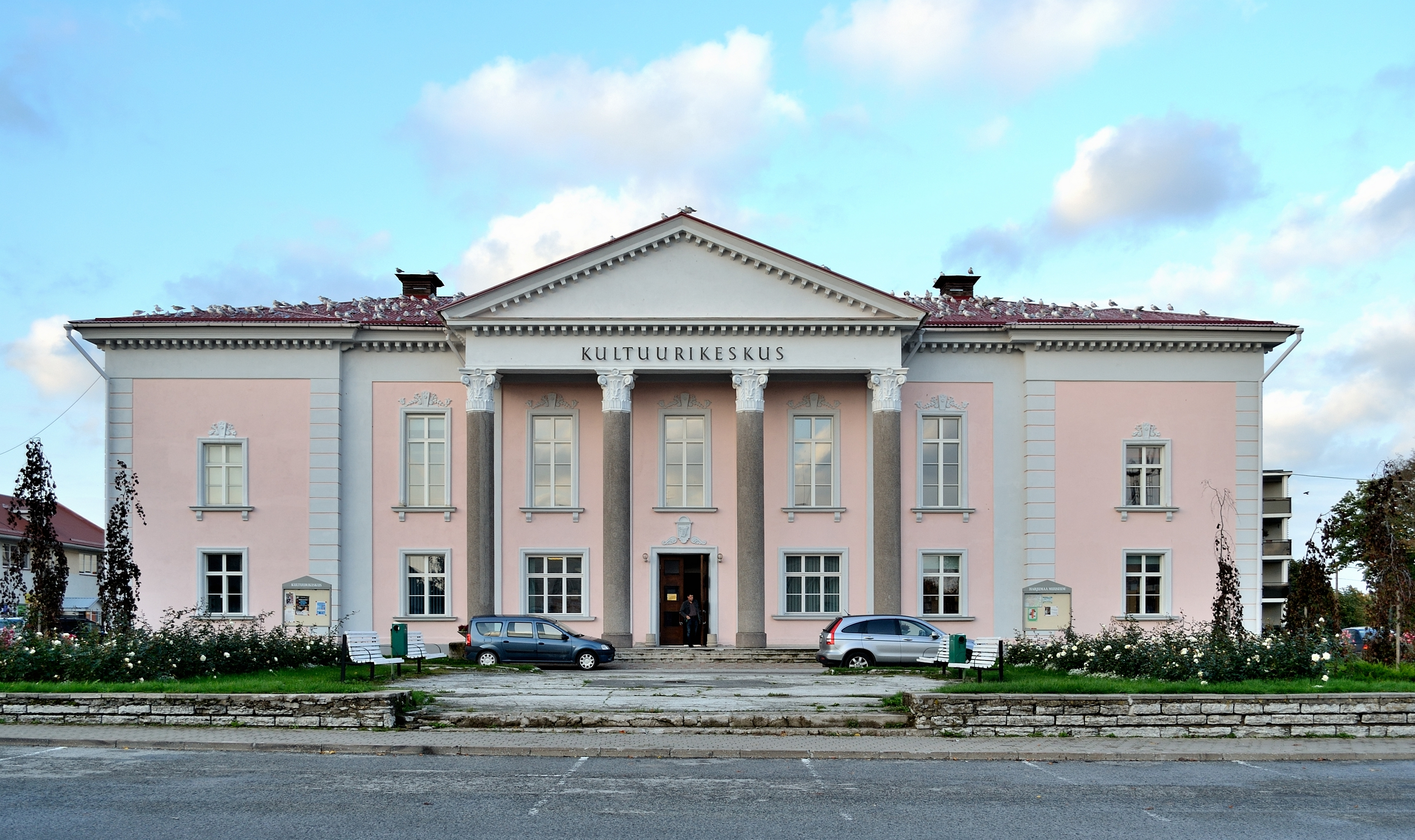

## شهرهای خواهرخوانده
شهرهای خواهرخوانده:
- چیاتورا, گرجستان
- ناکا, سوئد
- هویتینن, فنلاند
- کراوا, فنلاند
- برسبوتل, آلمان
- سیگولدا, لتونی
- بیرشتوناس, لیتوانی